# Минаков, Олег (музыкант)
Олег «Jagger» Минаков (бел. Алег Мiнакоў, род. 21 июля 1964, пос. Узда Койдановского («Держинского») района, Минская область) — белорусский и бельгийский певец, шоумен, композитор и продюсер, основатель коллектива «Rouble Zone»

## Биография
Олег Минаков родился 21 июля 1964 года в поселке Узда Койдановского района Минской области. В возрасте пяти лет его семья переехала в Борисов. Его отец — Минаков Всеволод Иванович работал начальником ДСУ-25. Мать — Минакова Марина Ивановна работала бухгалтером. Увлечение рок-н-роллом пришло к Олегу еще в раннем детстве, когда он впервые услышал композицию группы «The Beatles».
Свое прозвище — «Джаггер», Олег получил школе, в возрасте 9 лет, от школьной учительницы, когда принес на урок журнал с фотографией Мика Джаггера. В 1975 году он поступил в музыкальную школу по классу гитары и уже в 14-летнем возрасте играл на школьных вечерах. Олег увлекся рок-н-роллом и перестал заниматься классической музыкой. Однако у родителей было другое представление о будущем Олега. И в 1983 году он поступил в Минское высшее военно-политическое общевойсковое училище (МВВПОУ), где учился по 1987 год.

### Начало карьеры. Группа «Inspector»
Первая музыкальная группа Олега называлась «В.О.З.». Она образовалась в 1980 году, когда Олегу было 16 лет. Позже, после учебы в военном училище во время прохождения службы офицером выступал вокалистом в группе «Квинта». В 1988 году Олега пригласили на работу в Белорусскую государственную филармонию вокалистом в группе «Проспект». Спустя 2 года, Олег покинул группу, так как тяготел именно к англоязычной музыке. В 1990 году Олег принял приглашение от Виктора Смольского на работу вокалистом в группе «Inspector». Группа довольно быстро завоевала зрительскую любовь. Вместе с группой, Олег выступал в различных клубах Германии, музыкальных фестивалях. Были на разогреве у многих музыкальных коллективов, выступающих в жанре рок-музыки. С подачи гитариста группы Eloy Франка Борнеманна, группа заключила контракт со студией звукозаписи Ariola. В 1993 году группа выпускает альбом «Russian Prayer», который был очень хорошо воспринят целевой аудиторией и прессой. Со слов Минакова, журнал «Metal Hammer» дал лучшую оценку «Russian Prayer», чем альбому «Keep The Faith» группы Bon Jovi. Группа продолжала ездить с концертами по Европе, но испытывала серьезные финансовые трудности. В 1993 году у части музыкантов возникли визовые проблемы. А лидер группы Виктор Смольский был заинтересован в сольной карьере. Поэтому к осени 1993 года группа прекратила свое существование, а сам Олег вернулся в Белоруссию.

### «Rouble Zone»
По возвращении на родину Олег стал собирать собственную группу. Проект получил название «Rouble Zone». Но изначально группу планировалось назвать «Trouble Zone». Идея убрать первую букву «T» была навеяна новостными репортажами того периода времени о создании Рублевой экономической зоны. Гитаристом группы стал Александр Газизов, ранее игравший в ансамбле «Сябры». Пост бас-гитариста занял Александр Пурус. Клавишником стал Александр Виславский, который до этого играл в вокально-инструментальном ансамбле «Песняры». А барабанщиком — Анатолий Горбач. Всего за год «Rouble zone» добилась успеха и стала лидером белорусской рок музыки. В 1995 году в свет выходит альбом «Put Your Money… Now!». Альбом был записан в Москве в студии звукозаписи «Полифон» звукорежиссером Самвелом Оганесяном. В записи альбома также приняли участие музыканты из оркестра под управлением Михаила Финберга: Виталий Ямутеев, Владимир Семенюк и Дмитрий Бударин. Альбом был выпущен под лейблом «Dar Veter Records». А, поскольку, «Rouble Zone» была интересна также и западной аудитории, часть музыкантов была подписана на обложке альбома новыми именами: Alex Gazz (Александр Газизов) и G.T. Oscar (Анатолий Горбач).
Пик популярности группы пришелся на 1996 год. 19 января 1996 года в минском Альтернативном театре прошла церемония награждения «Рок-коронация 1995», где «Rouble Zone» была признана лучшей группой года, альбом «Put Your Money… Now!» — лучшим альбомом, а сам Олег Минаков получил звание «Шоумен года». Благодаря композитору Юрию Саульскому, группа приняла участие в программе «Джем» на российском Первом канале. Затем, при содействии Владимира Мулявина, «Rouble Zone» представила Белоруссию на конкурсе «Славянский Базар» в Витебске. Группа ездила с концертами по всей стране. Летом группа приняла участие в фестивале «Таврийские игры» в Каховке. А осенью того же года «Rouble Zone» (наряду с украинскими группами «Братья Карамазовы», «Океан Эльзы» и российскими «Машина времени», «Серьга», «Ногу свело») приняла участие в разогреве на концерте группы «Deep Purple» в Киеве..

### Распад «Rouble Zone» и переезд в Бельгию
Осенью 1997 года группа распалась. По словам Олега, появились внутренние разногласия, в результате чего, продолжать творческую деятельность стало невозможно. Олег стал искать возможности для сольной карьеры. Он разослал свои музыкальные записи, демо в различные иностранные агентства. Ответы пришли из трех мест — США, Германии и Бельгии. Выбор пал на Бельгию. Со слов Олега, Америка показалась ему чересчур далекой страной, а в Германии снова предлагали играть тяжелую музыку, чего он не хотел уже делать. В Бельгии ему предложили 3-х летний контракт. Олег не оставлял идеи перевезти также и своих коллег по группе и продолжить творчество. Но отношения с ними испортились окончательно.

### Жизнь в Бельгии
Рок музыка, к концу 1990-х, отходила на второй план. В то время стали набирать популярность бойз и гёрлс-бэнды. Поняв, что блюз-рок и джаз-рок, стал более неинтересен, Олег стал заниматься написанием песен для бойз-бендов. Но из-за того, что на тот момент он не являлся гражданином Бельгии, Олег не мог оформить авторские права на свои произведения. В 2003 году Олег получает бельгийское гражданство.
В том же году Минаков подписывает контракт с бельгийской компанией «Assekrem Records», который оказался невыгодным для него. Расторгнуть данное соглашение представлялось крайне затруднительным. Поэтому он прекратил выпуск песен под своим именем на данный период времени.
В 2010 году «Джаггер» участвовал в голландском телевизионном проекте «My Name Is…», выходившем на канале RTL4, где доходит до финала конкурса. Спустя год, Олег принял участие в проекте «Будзьма! Тузін. Перазагрузка-2» исполнив свою песню «Day without Your Love» на белорусском языке. Песню перевел литератор Сергей Балахонов. Как говорит Олег, эта песня стала последней песней, написанной в СССР. Песня стала одной из двенадцати вошедших в альбом проекта.
В 2012 году Олег Минаков стал продюсером белорусского проекта «NaTtA» (Наталья Волосевич). В проекте также принял участие Ромуальд Седлецкий (группа «Iron Mask», «Arms of War», «Magic Kingdom» и шуточный проект «Tri Kola»). Осенью 2012 года NaTtA записала первую песню «C`est La Vie», которую сочинил для нее Олег Минаков в соавторстве с американским поэтом-песенником Ксавьером Клейтоном (Xavier Clayton). Однако проект долго не продлился из-за творческих и личных разногласий.
По приглашению Бориса Бернштейна, в 2013 году Олег принял участие в записи песенного цикла Игоря Паливоды «Веселые нищие» на основе стихотворной кантаты Роберта Бернса.
Олег Минаков продолжает работать в студии над новыми песнями, продюсирует и записывает молодых артистов из разных стран, регулярно выступает на различных фестивалях и концертах с популярными бельгийскими артистами.

## Личная жизнь
Женат на Ольге Кучук. В браке с 1991 года.

## Дискография[14]
«Inspector»
Альбомы
1. «Russian Prayer» («Ariola-BMG», Германия, 1993)

«Rouble Zone»
Альбомы
1. «Put Your Money… Now!» («Dar Veter Records», Москва, Россия, 1996)

Сольные композиции
1. «Dreaming A Dream» («Мисс Кэтти», сборник «Pop-MIDEM 2001 Cannes» — «Sabam», Бельгия, 2001)
2. «Day Without Your Love» («Rouble Zone», сборник «Rock-MIDEM 2001 Cannes» — «Sabam», Бельгия, 2001)
3. «Into The Vibe» («Мисс Кэтти», сборник «Techno Dance & House-MIDEM 2001 Cannes» — «Sabam», Бельгия, 2001)
4. «Day Without Your Love» (Томас Мун, совместно с группой «Clousou», 2004)
5. «I’m Not Forgiving You» (Томас Мун, совместно с группой «Clousou», 2004)
6. «No Angel» (CD певицы Noa Neal — «Naked On The Inside», 2005)
7. «Tell Me Why» (CD певицы Noa Neal — «Naked On The Inside», 2005)
8. «Here She Comes» (Dimitri Vantomme, 2006)[15]
9. «Dance With Me» (Bandit, 2007)[16]
10. Pushking «The Best Of Everyone» (песня «California’s Call» — вокал, 2011)
11. «C`est La Vie» (NaTtA, 2012)[11]

## Награды и звания
- «Рок-корона» — в составе группы «Rouble Zone» (Рок-коронация, 1995)
- «Лучший шоумен» (Рок-коронация, 1995)

## Факты
Клип для песни «Wild Woman» из альбома «Put Your Money… Now!» был создан специально для Каннского фестиваля как реклама против СПИДа.
Олег Минаков увлекается коллекционированием виниловых пластинок. Свою первую пластинку он приобрел, когда ему было 12 лет. Это был альбом Карлоса Сантаны — Abraxas (1970). Вёл программу на белорусском радио «Радиус-FM» — «Частная коллекция с Олегом Джаггером», где делился композициями из своей коллекции, рассказывая также истории из своей жизни.